# Fridericus (Film)
Fridericus (alternativ auch Fridericus – Der alte Fritz oder Der alte Fritz) ist ein deutscher, in Schwarz-Weiß gedrehter, Historienfilm aus dem Jahr 1937. Der Film beruht auf den gleichnamigen Roman von Walter von Molo und spielt zur Zeit des Siebenjährigen Krieges. Er gehört zu den Fridericus-Rex-Filmen.

## Handlung
Die preußische Armee ist am Ende, vollkommen erschöpft wird sie in ihrem Zeltlager von Österreichern umzingelt. Die Soldaten beginnen, sich langsam mit ihrem aussichtslosen Schicksal abzufinden, da entdeckt der König bei einem Erkundungsausritt eine Lücke, durch welche die Preußen aus ihrer Umzingelung fliehen können. Er hinterlässt nur ein kleines Regiment Husaren unter dem Kommando des Rittmeisters von Bonin, damit die Österreicher der Meinung sind, die Preußen seien noch im Lager. Als die Österreicher unter Generalfeldmarschall von Daun bemerken, dass sie nur leere Zelte bewachten, ist die preußische Armee bereits auf dem Weg nach Schweidnitz.
Völlig erbost über die Nachricht, dass es noch nicht gelungen ist, Friedrich in die Knie zu zwingen, lässt die Kaiserin Maria Theresia alle Festlichkeiten am Hof beenden. Da überbringt ihr Graf Wallis die Nachricht aus Paris, dass die Franzosen 50.000 Mann Verstärkung schicken. Wallis wird zur Beratung ins österreichische Lager unter Marschall Daun geschickt.
Friedrich macht sich, nachdem er von seinen Untertanen auf die Hungersnot und Ausplünderungen der Österreicher aufmerksam gemacht worden ist, auf den Weg zum Schloss Hubertuslust, wo er als Gast des Barons Warkotsch übernachten will. Baron Warkotsch plant mit Graf Wallis, den König in dieser Nacht zu entführen. Der Plan kann durch den Rittmeister Bonin, der die beiden belauscht, vorzeitig verhindert werden.
Bald darauf wird Berlin von der russischen Armee besetzt. Als Friedrich davon erfährt, ist er am Boden zerstört. Die Generäle bitten bereits um ihren Abschied, was Friedrich allerdings nicht zulässt. Er rafft sich auf und gibt seinen Soldaten und Generälen wieder Mut. Sie ziehen los zur nächsten Schlacht. Nach mehreren steckengebliebenen Angriffen auf eine Überzahl von österreichischen Soldaten gewinnt er die Schlacht mit Hilfe des Generals Zieten und seiner Husaren.

## Sonstiges
- Der Roman wurde bereits 1922 mit dem Titel Fridericus Rex von Arzén von Cserépy verfilmt, dabei übernahm Otto Gebühr zum ersten Mal die Rolle des Preußenkönigs.
- Otto Gebühr übernimmt hier zum neunten Mal die Rolle Friedrich II., die er zum letzten Mal 1942 in Der große König spielt.
- Mitte der 1950er Jahre wollte man erneut einen Film mit Otto Gebühr als Friedrich II. drehen. Da Gebühr jedoch verstarb und das Projekt damit aufgegeben wurde, nahm man stattdessen Fridericus unter dem Titel Der alte Fritz wieder in den Kinos auf. Das Resultat beschreibt das Lexikon des internationalen Films:

„Formal unterdurchschnittliche Biografie; vor billigen Kulissen erklingen patriotische Sprüche, und ein paar Dutzend Komparsen ziehen in eine lahme Schlacht. Eine von aufdringlichen NS-Tendenzen gereinigte Fassung des Films "Fridericus" (dessen Aufführung nach dem Krieg zunächst von den Alliierten verboten war), welche die historischen Ereignisse gleichwohl immer noch in einseitiger Weise verkürzt.“